# Echterbosch
Echterbosch is een buurtschap en een gelijknamige wijk in de gemeente Echt-Susteren, gelegen in de Nederlandse streek Midden-Limburg. Tot 2002 was Echterbosch onderdeel van de gemeente Echt.
De wijk Echterbosch omvat naast Echterbosch ook de buurtschappen Diergaarde en Maria Hoop.

Echterbosch, wijk 06 van Echt-Susteren
Diergaarde, buurt 28
Echterbosch, buurt 29
Maria-Hoop, buurt 30

De oorspronkelijke woonkern Echterbosch is om praktische redenen in tweeën gesplitst en bestaat nu uit de buurtschappen Aan het Echterbosch en Echterbosch. De nu kleinere buurtschap Echterbosch vormt samen met Maria-Hoop en Diergaarde de wijk Echterbosch, die valt onder postcode Maria-Hoop; maar de buurtschap Aan het Echterbosch valt onder de postcode van Koningsbosch en is daarom aan de wijk Koningsbosch toegevoegd.

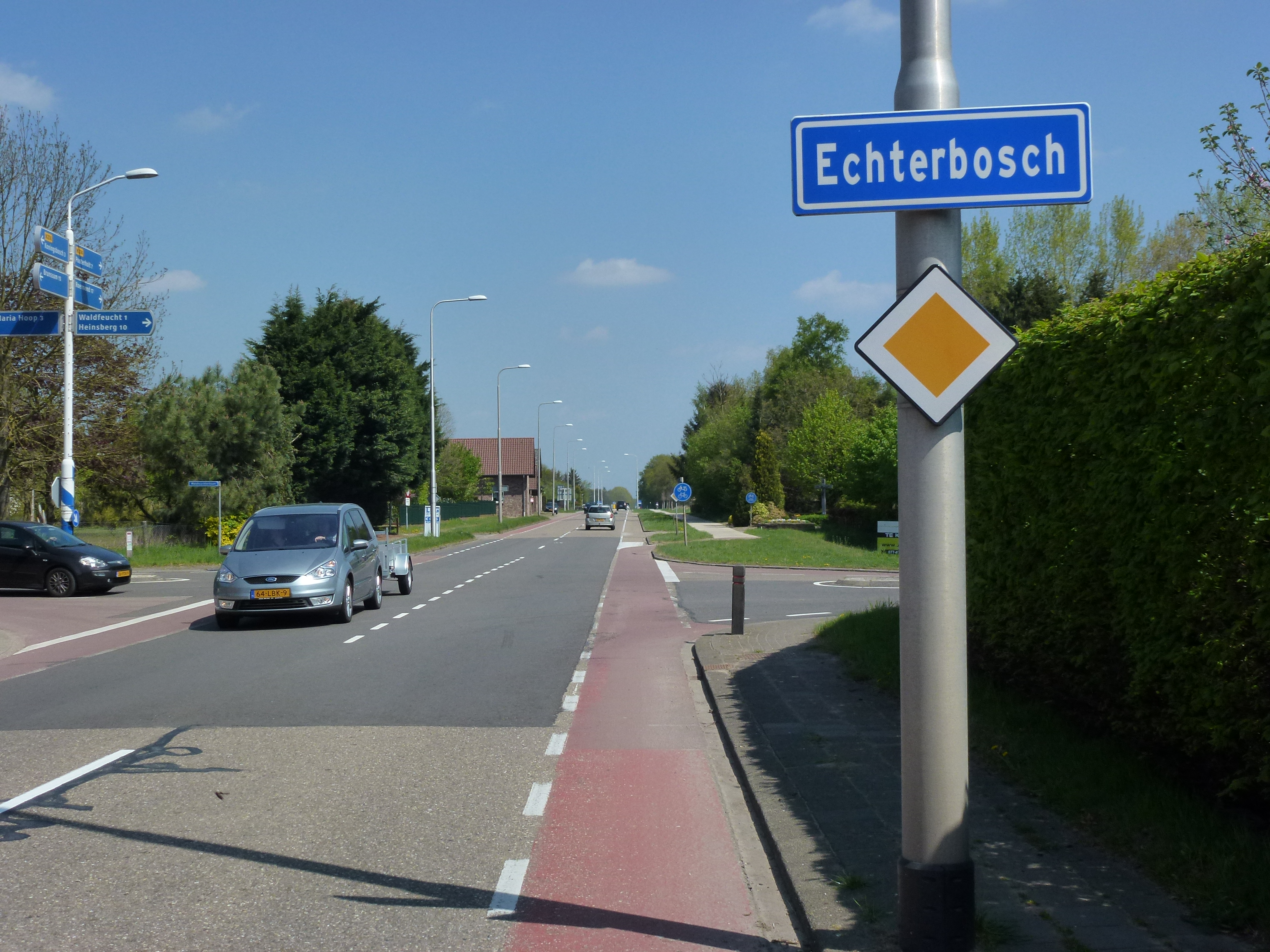
Entreebord Echterbosch (in wijk Echterbosch)
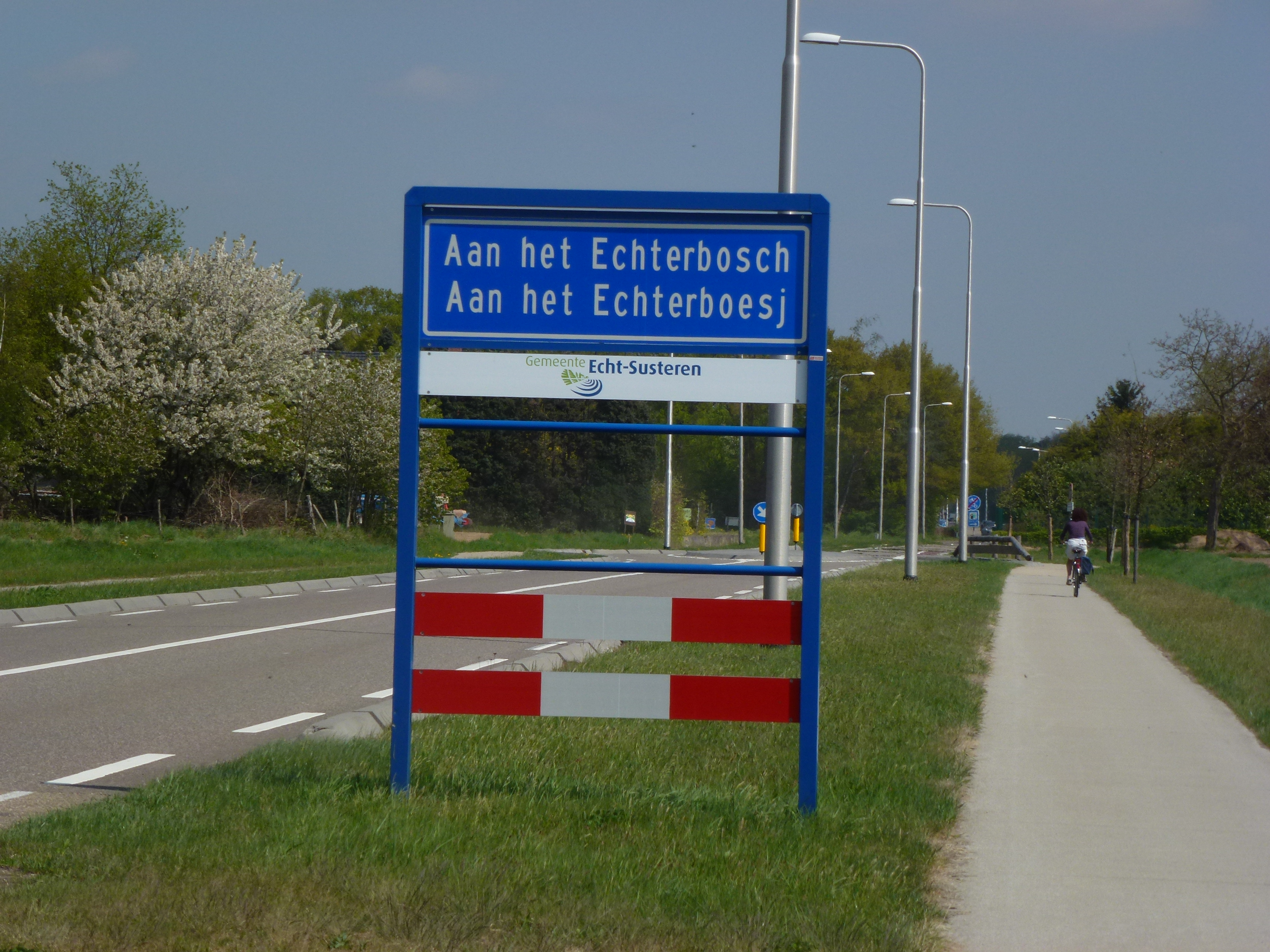
Entreebord Aan het Echterbosch (in wijk Koningsbosch)

## Naamgeving
De buurtschap heeft altijd Echterbosch geheten. De eerste, echte benaming van de plaats en de bewoning is ontstaan bij het grenskantoor ‘Aan Kantoër’. De plaatsnaam Echterbosch komt al voor in de volkstelling van 1840.

## Statistische gegevens
In 1840 had de buurtschap Echterbosch ongeveer 27 huizen en 144 inwoners. Tegenwoordig heeft Echterbosch ongeveer 40 huizen en 100 inwoners.

## Nabijgelegen kernen
Pey, Maria Hoop, Koningsbosch, Waldfeucht, Posterholt
Kernen: Dieteren · Echt · Koningsbosch · Maria Hoop · Nieuwstadt · Pey · Roosteren · Sint Joost · Slek · Susteren

Buurten en buurtschappen: Aan het Echterbosch · Aan Reijans · Aasterberg · Baakhoven · Berkelaar · Christinawijk · Echterbosch · Frenkenshof · Gebroek · Gulickshof · Haeselaarbroek · Heide · Hingen · Hommelhof · Illikhoven · Kokkelert · Lange Bosschen · Liboscherveld · Mariaveld · Pepinusbrug · Pepiniushof · In de Mehre · Middelveld · Munsterveld · Oevereind · Ophoven · Oud-Roosteren · Putbroek · Schilberg · Sint Anna · Sint Antoniushoeve · Spaanshuisken · Visserweert · Vogelsang · Wolfskoul

Bedrijventerreinen: De Berk · Businesspark ML · Dieterderweg · De Loop · Wolfskoul

Limburg: Steden en dorpen      Nederland: Provincies · Gemeenten